# Bahnstrecke Lidköping–Tun
| Bahnhof Lidköping 2010 |                             |                                                                  |                                                                  |
| Streckenlänge: | 28 km                       |                                                                  |                                                                  |
| Spurweite: | 891 mm (schwed. 3-Fuß-Spur) |                                                                  |                                                                  |
| Minimaler Radius: | 200 m                       |                                                                  |                                                                  |
| Streckengeschwindigkeit: | 45 km/h                     |                                                                  |                                                                  |
| |                             |                                                                  |                                                                  |
| \| \| \| Bahnstrecke Lidköping–Forshem von Forshem \| \| \| \| \| Lidköping–Skara–Stenstorps Järnväg von Skara \| \| \| \| o,0 \| Lidköping \| Lidköping \| \| \| \| Lidan \| \| \| \| \| Lidköpings hamnbana \| \| \| \| 0,3 \| Lidköping V \| Lidköping V \| \| \| \| Bahnstrecke Håkantorp–Lidköping nach Håkantorp \| \| \| \| 3,2 \| Jakobstorp \| Jakobstorp \| \| \| 5,9 \| Björnegården \| Björnegården \| \| \| \| nach Björnegårdens grusgrop, 1,1 km, (1908–1942), ab 1937 Rådaås \| \| \| \| \| Månslundavägen (1927–1935) \| \| \| \| 10,2 \| Örslösa \| Örslösa \| \| \| \| Hallfaravägen (1927–1935) \| \| \| \| \| Bergspåret \| \| \| \| 14,3 \| Kjällshed \| Kjällshed \| \| \| 16,7 \| Norra Kedum \| Norra Kedum \| \| \| 20,1 \| Tådene (ursprünglich Tådened) \| Tådene (ursprünglich Tådened) \| \| \| \| Digrid (ab 1927) \| \| \| \| 21,5 \| Vattentag \| Vattentag \| \| \| 24 \| Frielsberg \| Frielsberg \| \| \| 25,0 \| Friel \| Friel \| \| \| 27,7 \| Tun \| Tun \| \| \| \| \| \| \| Quellen: [1] \| \| \| \| |                             |                                                                  |                                                                  |
| Strecke |                             | Bahnstrecke Lidköping–Forshem von Forshem                        | Bahnstrecke Lidköping–Forshem von Forshem                        |
| Abzweig geradeaus und ehemals von links |                             | Lidköping–Skara–Stenstorps Järnväg von Skara                     | Lidköping–Skara–Stenstorps Järnväg von Skara                     |
| Bahnhof | o,0                         | Lidköping                                                        | Lidköping                                                        |
| Brücke über Wasserlauf |                             | Lidan                                                            | Lidan                                                            |
| Abzweig geradeaus und ehemals von rechts |                             | Lidköpings hamnbana                                              | Lidköpings hamnbana                                              |
| ehemaliger Bahnhof | 0,3                         | Lidköping V                                                      | Lidköping V                                                      |
| Abzweig ehemals geradeaus und nach links |                             | Bahnstrecke Håkantorp–Lidköping nach Håkantorp                   | Bahnstrecke Håkantorp–Lidköping nach Håkantorp                   |
| Haltepunkt / Haltestelle (Strecke außer Betrieb) | 3,2                         | Jakobstorp                                                       | Jakobstorp                                                       |
| Haltepunkt / Haltestelle (Strecke außer Betrieb) | 5,9                         | Björnegården                                                     | Björnegården                                                     |
| Abzweig geradeaus und nach links (Strecke außer Betrieb) |                             | nach Björnegårdens grusgrop, 1,1 km, (1908–1942), ab 1937 Rådaås | nach Björnegårdens grusgrop, 1,1 km, (1908–1942), ab 1937 Rådaås |
| Haltepunkt / Haltestelle (Strecke außer Betrieb) |                             | Månslundavägen (1927–1935)                                       | Månslundavägen (1927–1935)                                       |
| Bahnhof (Strecke außer Betrieb) | 10,2                        | Örslösa                                                          | Örslösa                                                          |
| Haltepunkt / Haltestelle (Strecke außer Betrieb) |                             | Hallfaravägen (1927–1935)                                        | Hallfaravägen (1927–1935)                                        |
| Blockstelle (Strecke außer Betrieb) |                             | Bergspåret                                                       | Bergspåret                                                       |
| Haltepunkt / Haltestelle (Strecke außer Betrieb) | 14,3                        | Kjällshed                                                        | Kjällshed                                                        |
| Haltepunkt / Haltestelle (Strecke außer Betrieb) | 16,7                        | Norra Kedum                                                      | Norra Kedum                                                      |
| Bahnhof (Strecke außer Betrieb) | 20,1                        | Tådene (ursprünglich Tådened)                                    | Tådene (ursprünglich Tådened)                                    |
| Blockstelle (Strecke außer Betrieb) |                             | Digrid (ab 1927)                                                 | Digrid (ab 1927)                                                 |
| Haltepunkt / Haltestelle (Strecke außer Betrieb) | 21,5                        | Vattentag                                                        | Vattentag                                                        |
| Blockstelle (Strecke außer Betrieb) | 24                          | Frielsberg                                                       | Frielsberg                                                       |
| Haltepunkt / Haltestelle (Strecke außer Betrieb) | 25,0                        | Friel                                                            | Friel                                                            |
| Kopfbahnhof Streckenende (Strecke außer Betrieb) | 27,7                        | Tun                                                              | Tun                                                              |
| |                             |                                                                  |                                                                  |
| Quellen: |                             |                                                                  |                                                                  |

Die Bahnstrecke Lidköping–Tun (Lidköping-Kållands järnväg oder auch Tunbanan) war eine rund 28 Kilometer lange schmalspurige Bahnstrecke in der schwedischen Provinz Skaraborgs län und der historischen Provinz Västergötland am See Vänern. Sie wurde von der Lidköping–Kållands järnvägaktiebolag erbaut.

## Geschichte
Zwischen 1850 und 1900 wurde in Schweden der Bahnbau stark vorangetrieben. So wurden in dieser Zeit in Skaraborgs län viele Schmalspurbahnen zur Erschließung der Region errichtet. Allerdings hatte die Schiene die Orte Örslösa, Tådene und Tun noch nicht erreicht, Pferd und Wagen schienen jedoch überholt. So wurden Pläne für eine Normalspurstrecke zwischen Lidköping und Grästorp gemacht, um Zugang zu der Staatsbahnlinie nach Uddevalla zu erhalten. Grundbesitzer und Vertreter der Gemeinden unterstützten das Projekt. Getreide, Kalk, Holz, Torf und auch Fahrgäste versprachen Gewinn.

## Lidköping–Kållands järnvägaktiebolag
So wurde die Lidköping-Kållands järnvägaktiebolag gegründet, um das Vorhaben zu verwirklichen. Allerdings fanden die Aktien für den Eisenbahnbau wenig Interesse. So reichte das Geld nur, um die etwa drei schwedische Meilen lange schmalspurige Strecke zwischen Lidköping und Tun zu finanzieren. Die Aktionäre der Gesellschaft begann trotz der Widrigkeiten bei der Finanzierung mit dem Bau der Strecke. Das Aktienkapital betrug 337.700 Kronen.
Der Verkehr zu dem "obetydliga platsen" (unbedeutenden Platz) Tun auf der Halbinsel Kålland im Süden des Vänern wurde am 12. November 1908 eröffnet. Die Baukosten betrugen nach der Schlussrechnung des Jahres 1910 853.000 Kronen, 153.000 Kronen kosteten die Fahrzeuge.
Zudem besaß die Gesellschaft die Konzessionen für den Bau der zwölf Kilometer langen Strecke Tun–Grästorp zur Uddevalla–Vänersborg–Herrljunga järnväg (UWHJ) sowie für eine elf Kilometer lange Fortsetzung Grästorp–Hallebo an der zukünftigen Bahnstrecke Trollhättan–Nossebro. Beide Strecken wurden jedoch nicht gebaut.

## Fahrzeuge
Bereits 1925 ging das Unternehmen in Liquidation und der schwedische Staat übernahm die Strecke. Am 2. Dezember 1928 wurde die Bahn an die Stadt Lidköping verkauft. Der Verkehr auf der Strecke wurde ab diesem Zeitpunkt von Lidköpings järnvägar durchgeführt.
Im Rahmen der allgemeinen Eisenbahnverstaatlichung kaufte der Staat auch diese Strecke 1939 auf. Bereits im gleichen Jahr wurde der Gesamtverkehr wegen der geringen Inanspruchnahme eingestellt.
Ein Teil der Strecke wurde auf Normalspur umgespurt und blieb als Industrieanschluss bestehen. 2010 wurde beschlossen, die Strecke in Richtung des Industriegebietes Tofta abzubauen. Damit verschwanden die letzten verbliebenen Teile der Strecke. Zwischen Tun und Tådene sind Teile des Bahndammes für private Straßen verwendet worden.
1908 kamen auf der Strecke zur Kiesgrube Björnegården zwei Personen zwischen die Wagen des Zuges und wurden dabei tödlich verletzt.
| Nummer | Name      | Bauart          | Achsfolge | Hersteller                                      | Fabr.-Nr./ Baujahr | Besonderes |
| ------ | --------- | --------------- | --------- | ----------------------------------------------- | ------------------ | --- |
| 1      | KÅLLAND   | Tenderlok       | 1 C t     | Nydqvist & Holm, Trollhättan                    | 890/ 1908          | 1930 auf 1 C 1 t umgebaut, 1928 an Lidköpings järnvägar, Nr. 9, 1948 an Statens Järnvägar, SJ S13p 3079, 1955 ausgemustert |
| 2      | LIDKÖPING | Tenderlok       | C 2 t     | Kristinehamns Mekaniska Verkstad, Kristinehamn  | 9/ 1874            | 1892 auf C 1 t umgebaut, 1907 von Lidköping–Håkantorps Järnväg (dort Nr. 2), 1909 zurück an HLJ, Nr. 2, 1916 ausgemustert  |
| 5      | ÅSE       | Tenderlok       | 1 C t     | Nydqvist & Holm, Trollhättan                    | 934/ 1909          | 1934 auf 1 C 1 t umgebaut, 1928 an Lidköpings järnvägar, Nr. 5, 1948 an Statens Järnvägar, SJ S8p 3102, 1954 ausgemustert  |
| 15     | SNABB     | Tenderlok       | 1 B t     | Nydqvist & Holm, Trollhättan                    | 295/ 1889          | 1908 von Hultsfred–Västerviks Järnväg, Nr. 15, verkauft                                                                    |
| 16     | RAPP      | Tenderlok       | 1 B t     | Nydqvist & Holm, Trollhättan                    | 296/ 1889          | 1908 von Hultsfred–Västerviks Järnväg, Nr. 16, 1909 an Kavlås kalkbruk, Övertorp                                           |
| 4      |           | Dampftriebwagen | 1 A 1     | Arlöfs Mekaniska Verkstad & Waggonfabrik, Arlöv | 5/ 1909            | 1928 an Lidköpings järnvägar, Nr. 10, 1937 ausgemustert                                                                    |